# Districte de Trebišov
El districte de Trebišov - (eslovac) Okres Trebišov - és un dels 79 districtes d'Eslovàquia. Es troba a la regió de Košice, a l'est del país. Té una superfície de 1.073,48 km², i el 2013 tenia 106.082 habitants. La capital és Trebišov.

## Demografia
| Godina             | 1994    | 2004    | 2014    | 2024    |
| ------------------ | ------- | ------- | ------- | ------- |
| Nombre de persones | 101.369 | 104.460 | 105.995 | 102.907 |
| Diferència         |         | +3,04%  | +1,46%  | −2,91%  |

| Godina             | 2023    | 2024    |
| ------------------ | ------- | ------- |
| Nombre de persones | 103.002 | 102.907 |
| Diferència         |         | −0,09%  |

## Llista de municipis

### Ciutats
- Čierna nad Tisou
- Kráľovský Chlmec
- Sečovce
- Trebišov

### Pobles
Bačka | Bačkov | Bara | Biel | Boľ | Borša | Boťany | Brehov | Brezina | Byšta | Cejkov | Čeľovce | Čerhov | Černochov | Čierna | Dargov | Dobrá | Dvorianky | Egreš | Hraň | Hrčeľ | Hriadky | Kašov | Kazimír | Klin nad Bodrogom | Kožuchov | Kravany | Kuzmice | Kysta | Ladmovce | Lastovce | Leles | Luhyňa | Malá Tŕňa | Malé Ozorovce | Malé Trakany | Malý Horeš | Malý Kamenec | Michaľany | Nižný Žipov | Novosad | Nový Ruskov | Parchovany | Plechotice | Poľany | Pribeník | Rad | Sirník | Slivník | Slovenské Nové Mesto | Soľnička | Somotor | Stanča | Stankovce | Strážne | Streda nad Bodrogom | Svätá Mária | Svätuše | Svinice | Trnávka | Veľaty | Veľká Tŕňa | Veľké Ozorovce | Veľké Trakany | Veľký Horeš | Veľký Kamenec | Viničky | Višňov | Vojčice | Vojka | Zatín | Zbehňov | Zemplín | Zemplínska Nová Ves | Zemplínska Teplica | Zemplínske Hradište | Zemplínske Jastrabie | Zemplínsky Branč
1. 1 2  «Počet obyvateľov podľa pohlavia - obce (ročne) [om7102rr_obce=AREAS_SK]».   Statistical Office of the Slovak Republic, 31-03-2025. [Consulta: 31 març 2025].